# Sulzbach (Gaggenau)
Sulzbach (ⓘ) ist ein Stadtteil von Gaggenau im baden-württembergischen Landkreis Rastatt. Der einst selbständige Ort, im Jahr 1243 erstmals urkundlich erwähnt, wurde 1973 nach Gaggenau eingemeindet. Das Dorf gehörte früher zum Besitz des Klosters Frauenalb. Die frühere Gemeinde hatte eine Fläche von 5,31 km². Sulzbach hat auch ein Freibad namens Bernsteinbad mit einem kleinen Kiosk. Auch hat Sulzbach eine Grundschule mit ca. 75 Schülern. 

## Lage und Verkehrsanbindung
Sulzbach liegt östlich der Kernstadt Gaggenau im Tal des Sulzbachs, eines rechten Zuflusses der Murg im Nordschwarzwald. Östlich erhebt sich der 694 Meter hohe Bernstein.

## Geschichte
Vor ein paar hundert Jahren gehörte Sulzbach zum Kloster Frauenalb. Am 1. April 1973 wurde Sulzbach in die Stadt Gaggenau eingegliedert.

## Sehenswürdigkeiten
- Sulzbach gilt als ein schönes Fachwerkdorf
- Pfarrkirche St. Anna, 1883–1885 im neoromanischen Stil von Adolf Williard erbaut.[5]